# 公売
公売（こうばい）とは、課税庁が国税徴収法に基づき滞納税金の回収のために差し押さえた財産（不動産または動産）を換価するための手続きのこと。

## 概要
民間が行う競売に対し、官公庁が滞納税の徴収のために行うものを公売という。
最近では、東京都主税局が開始したインターネット公売等、新たな公売手法も開発されている。

## 問題点
公売に関しては、不動産競売と同様、入札参加の規定に暴力団など反社会的団体を排除する規定が盛り込まれていない。このこともあって、税金滞納で差し押さえを受けた組事務所の土地・建物を暴力団が公売で買い戻し、再び組事務所などに使用する例が存在し、問題となっている。日本弁護士連合会民事介入暴力対策委員会は、入札参加から暴力団排除を可能とするため、民事執行法の改正を法務省などに求める方針である。